# Takuya Kokeguchi
Takuya Kokeguchi (jap. 苔口 卓也, Kokeguchi Takuya; * 13. Juli 1985 in der Präfektur Okayama) ist ein ehemaliger japanischer Fußballspieler.

## Karriere

### Verein
Kokeguchi erlernte das Fußballspielen in der Schulmannschaft der Tamano Konan High School. Seinen ersten Vertrag unterschrieb er 2004 bei Cerezo Osaka. Der Verein spielte in der höchsten Liga des Landes, der J1 League. Am Ende der Saison 2006 stieg der Verein in die J2 League ab. 2008 wurde er an den Erstligisten JEF United Chiba ausgeliehen. 2009 kehrte er nach Cerezo Osaka zurück. Für den Verein absolvierte er 86 Spiele. 2010 wechselte er zum Zweitligisten Kataller Toyama. Am Ende der Saison 2014 stieg der Verein in die J3 League ab. Für den Verein absolvierte er 282 Spiele. Ende 2019 beendete er seine Karriere als Fußballspieler.

### Nationalmannschaft
Mit der japanischen U20-Nationalmannschaft qualifizierte er sich für die Junioren-Fußballweltmeisterschaft 2005.